# Severin Abrahams
Johannes Henrik Severin Abrahams (18. juli 1843 i København – 31. marts 1900 smst) var en dansk skuespiller og teaterdirektør, bror til arkitekten Charles Abrahams.
Abrahams, yngste søn af notarius publicus Nicolai Christian Levin Abrahams, fødtes i København 28. juli 1843, blev student 1862 fra Borgerdydskolen på Christianshavn og tog filosofikum 1864. Han begyndte at forberede sig til at tage statsvidenskabelig eksamen, men opgav dette for at vie scenen sine kræfter. 
20. maj 1868 debuterede han på Det Kongelige Teater som Albert Ebbesen i Elverhøj, men blev afskediget allerede ved udgangen af sæsonen 1868-69, debuterede derpå 15. november 1871 på Folketeatret og hørte fra den tid til denne scenes dygtigste kræfter. 
Ved udgangen af teateråret 1879-80 modtog han engagement ved Casino, hvor han optrådte i de 3 efterfølgende sæsoner, tog derpå ophold i Paris, men vendte atter tilbage for fra 1. september 1884 at overtage ledelsen af Folketeatret som direktør. Han besad denne post til sin død. 
Han blev 18. juli 1868 gift med Caroline Marie Gammeltoft, datter af kammerråd Gammeltoft til Herløvgård ved Hillerød.